# George Crumb
George Crumb (Charleston, 24 de outubro de 1929 — Media, 6 de fevereiro de 2022) foi um compositor americano de música clássica contemporâneo. Ele é conhecido como um explorador de timbres incomuns, formas alternativas de notação, e técnicas instrumentais e vocais estendidas. Exemplos incluem efeito de gaivota para violoncelo (ex. Vox Balaenae), vibrato metálico para p piano (ex. Cinco Peças para Piano), e o uso de baquetas para tocar as cordas de um contrabaixo (ex. Madrigais, Livro I), entre vários outros. Apesar de não ser um compositor de música eletrônica, várias de suas obras usam a amplificação de instrumentos, tais como Black Angels (quarteto de cordas) ou Ancient Voices of Children (conjunto misto). A música de Crumb contém um humanismo intenso, o que se reflete em sua definição pessoal de música: "um sistema de proporções a serviço do impulso espiritual".
Professor da Universidade da Pensilvânia, recebeu o Prémio Pulitzer de Música por sua composição Echoes of Time and the River, de 1967. Destacou-se pela forma como explora os diferentes timbres para criar efeitos dramáticos, como em Black Angels (1970), que busca retratar a Guerra do Vietnã.

## Obras

### Para orquestra
- Gethsemane (1947)
- Diptych (1955)
- Variazioni (1959)
- Echoes of Time and the River (Echoes II) (1967)
- A Haunted Landscape (1984)

### Orquestra e coral
- Star-Child (1977, revisada em 1979)

### Câmara/Instrumental
- Two Duos (1944?), para flauta e clarineta
- Four Pieces (1945), para violino e piano
- Violin Sonata (1949)
- String Trio (1952)
- Three Pastoral Pieces (1952), para oboé e piano
- Viola Sonata (1953)
- String Quartet (1954)
- Sonata for Solo Cello (1955)
- Four Nocturnes (Night Music II) (1964), para violino e piano
- Eleven Echoes of Autumn, 1965 (Echoes I) (1966), para violino, flauta, clarinete e piano
- Black Angels (Images I) (1970), para quarteto de cordas elétrico
- Vox Balaenae (1971), para flauta elétrica, violoncelo elétrico e piano amplificado
- Music for a Summer Evening (Makrokosmos III) (1974), para dois pianos amplificados e percussão
- Dream Sequence (Images II) (1976), para violino, cello, piano, percussão e harmônica
- String Trio (1982)
- Pastoral Drone (1982), para órgão
- An Idyll for the Misbegotten (Images III) (1986), para  flauta amplificada e percussão
- Easter Dawning (1991), para carrilhão
- Quest (1994), para guitarra, sax soprano, harpa, contrabaixo e percussão
- Mundus Canis (1998), para guitarra e percussão

### Piano
- Piano Sonata (1945)
- Prelude and Toccata (1951)
- Five Pieces (1962)
- Makrokosmos, Volume I (1972)
- Makrokosmos, Volume II (1973)
- Celestial Mechanics (Makrokosmos IV) (1979)
- A Little Suite for Christmas, A.D. 1979 (1980)
- Gnomic Variations (1981)
- Processional (1983)
- Zeitgeist (Tableaux Vivants) (1988)
- Eine Kleine Mitternachtmusik (2002)
- Otherworldly Resonances (2003)

### Vocal
- Four Songs (1945?)
- Seven Songs (1946)
- Three Early Songs (1947)
- A Cycle of Greek Lyrics (1950?)
- Night Music I (1963, revised 1976)
- Madrigals, Book I (1965)
- Madrigals, Book II (1965)
- Songs, Drones, and Refrains of Death (1968)
- Night of the Four Moons (1969)
- Madrigals, Book III (1969)
- Madrigals, Book IV (1969)
- Ancient Voices of Children (1970)
- Lux Aeterna (1971)
- Apparition (1979)
- The Sleeper (1984)
- Federico's Little Songs for Children (1986)
- American Songbook I: The River of Life (2003)
- American Songbook II: A Journey Beyond Time (2003)
- American Songbook III: Unto the Hills (2001)
- American Songbook IV: Winds of Destiny (2004)
- American Songbook V: Voices from a Forgotten World (2007)
- American Songbook VI: Voices from the Morning of the Earth (2008)
- American Songbook VII: Voices from the Heartland (2010)

### Coral
- Alleluja (1948)[3]